# Ocotea capuronii
Ocotea capuronii är en lagerväxtart som beskrevs av André Joseph Guillaume Henri Kostermans. Ocotea capuronii ingår i släktet Ocotea och familjen lagerväxter. Inga underarter finns listade i Catalogue of Life.